# Danny Barcelona
Danny Barcelona né le 23 juillet 1929 à Hawaï (Honolulu) et mort le 1er avril 2007, est un batteur de jazz américain.